# USCGC McLane (WSC-146)
L'USCGC McLane (WSC-146) était un patrouilleur de classe Active de l'United States Coast Guard en service de 1927 à 1971. Il a été nommé en l'honneur de Louis McLane (1786–1857) qui avait été nommé en 1833 comme secrétaire d'État des États-Unis. En mai 1966, il a été rebaptisé (WMEC-146).

## Historique
Lorsque les États-Unis sont entrés dans la Seconde Guerre mondiale en décembre 1941, le contrôle opérationnel des navires de la Garde côtière américaine, y compris McLane, a été transféré du département du Trésor des États-Unis à l'United States Navy. La Garde côtière ne revint sous le contrôle du département du Trésor qu'en 1946. Tout au long de la Seconde Guerre mondiale, McLane patrouilla dans les eaux du territoire de l'Alaska, y compris le détroit de Béring.
Alors qu'il patrouillait dans l'entrée Dixon entre l'Alaska et la Colombie-Britannique le 7 juin 1942, McLane a reçu un rapport sur un sous-marin de la marine impériale japonaise aperçu dans la région et a commencé à le rechercher. Le 8 juillet 1942, un avion de patrouille maritime Bristol Bolingbroke de l'Aviation royale canadienne du No. 115 Squadron RCAF (en) a signalé qu'il avait bombardé et endommagé un sous-marin. Le patrouilleur de la marine américaine USS YP-251  et le dragueur de mines de la Marine royale canadienne NCSM Quatsino ont rejoint McLane le 9 juillet 1942 et les trois navires ont commencé à rechercher le sous-marin dans l'entrée Dixon, au sud-est de l'île Annette, dans le sud-est de l'Alaska. McLane a signalé qu'il a obtenu un contact sonore sur un sous-marin à 08h00, mais l'a ensuite perdu, et une grenade anti-sous-marine qu'il a largué n'a pas explosé. Il a repris le contact à 09h05 et a poursuivi le sous-marin pendant une heure, McLane rapportant que le sous-marin a zigzagué et a couru à de courts intervalles pour essayer de lui échapper, et après une heure, il a de nouveau perdu le contact. Il a retrouvé le contact sonore à 15h40, et à 15 53, largue deux grenades sous-marines, l'une prête à exploser à 150 pieds (46 m) et l'autre à 250 pieds (76 m), puis deux autres à 15h56, prêtes à exploser à 200 pieds (61 m) et 300 pieds (91 m). McLane et YP-251 ont signalé que des bulles montaient à la surface. Les navires ont signalé qu'une torpille est passée devant McLane et à seulement 28 mètres (26 m) derrière le YP-251 à 17h35, laissant une trace de 125 pieds (38 m) indiquant la position de tir du sous-marin, vers laquelle McLane s'est tourné. YP-251 a rapporté qu'il avait aperçu un périscope et largué une grenade sous-marine au-dessus de l'endroit où le périscope s'était immergé, et McLane a poursuivi cette attaque avec deux grenades sous-marines. McLane a ensuite tenté de regagner le contact sonar sur le sous-marin. Les navires ont signalé qu'une nappe de pétrole est remontée à la surface et, à 19h35, YP-251 a signalé avoir aperçu un périscope, largué une grenade sous-marine et heurté un objet submergé, sur lequel il est passé. McLane a ensuite largué deux grenades sous-marines, après quoi les navires ont signalé que du pétrole, des bulles et ce qui semblait être de la laine de roche (utilisée pour amortir les sons dans les sous-marins) avaient remonté à la surface. McLane a continué à chercher dans la région tout signe du sous-marin jusqu'au petit matin du 10 juillet 1942, mais n'en a trouvé aucun. McLane, YP-251 et l'avion Bolingbroke ont reçu un accord partagé pour le naufrage du sous-marin. Les commandants des deux navires - et le lieutenant Ralph Burns, USCG, de McLane et le lieutenant Neils P. Thomsen, USCG, de YP-251, ont reçu la Légion du Mérite pour l'action, et en 1947 le Joint Army–Navy Assessment Committee (en) a identifié le sous-marin coulé comme étant le sous-marin japonais Ro-32. En 1967, cependant, la marine américaine a déterminé que le Ro-32 était inactif au Japon au moment du naufrage et était resté à flot jusqu'à la fin de la Seconde Guerre mondiale, et l'identité du sous-marin qui aurait coulé le 9 juillet 1942 reste indéterminée.
McLane a sauvé l'équipage d'un Lockheed L-188 Electra abattu en février 1943.
En mai 1966, McLane a été reclassé comme cotre d'endurance moyenne et redésigné WMEC-146 . Il est désarmé le 31 décembre 1968. Il devient alors navire-école des Sea Scouts.
McLane a été donné au Great Lakes Naval Memorial and Museum devenu USS Silversides Submarine Museuml  à Muskegon, Michigan, en 1993 et y est conservé en tant que navire-musée. Il est amarré derrière le sous-marin USS Silversides (SS-236).

## Décorations
- American Defense Service Medal
- American Campaign Medal
- Asiatic-Pacific Campaign Medal avec battle star
- World War II Victory Medal
- National Defense Service Medal avec battle star